# Marco Impiglia
Marco Impiglia (Roma, 20 agosto 1960) è uno storico, scrittore e giornalista italiano.

## Biografia
Studioso dello sport e del tempo libero. Giornalista pubblicista, collabora con la Enciclopedia Treccani, con federazioni sportive e con quotidiani e riviste a livello nazionale e internazionale. Membro fondatore della "Società Italiana della Storia dello Sport". Autore di saggi storiografici pubblicati in varie lingue. Membro del "Gruppo dei Romanisti".
Si occupa soprattutto di sport romano, con particolare interesse per la storia delle società calcistiche (ma non solo) della capitale italiana.
Un suo studio sui Giochi della I Olimpiade di Atene del 1896, basato sulla rivista dell'epoca «Il ciclista» ha confermato la presenza nella capitale greca di Angelo Porciatti, che avrebbe partecipato alle gare di ciclismo dei primi giochi olimpici. Un suo studio pubblicato nel 1998 è alla base dell'attribuzione a Gabriele d'Annunzio dell'invenzione, nel 1920, dello scudetto tricolore usato dallo sport azzurro in generale. Un suo studio pubblicato dalla «Rivista di Diritto Sportivo» nel luglio del 2020 propone il 2 maggio 1927 quale data alternativa di fondazione dell'Associazione Sportiva Roma.

## Libri
- Campo Testaccio. Siti, riti, liti e miti della tifoseria romanista negli anni trenta, Riccardo Viola Editore, Roma 1996.

- Forza Roma, daje lupi. La prima storia completa del tifo giallorosso, Eraclea, Roma 1998.
- Un secolo di Roma. I capitani: da Ferraris IV a Francesco Totti, La Campanella, Roma 1999.
- Aneddoti olimpici. Stranezze, curiosità, spigolature nel meraviglioso racconto dei giochi, Eraclea, Roma 2000; seconda edizione: "Il Sole 24 Ore", 2004.

- Pionieri del calcio romano, Roma, La Campanella, Roma 2003.
- Giulio Gaudini olimpionico. Il cuore sulla punta di una lama, Roma 2004.

- Corriere dello Sport-Stadio 80 anni insieme, Roma 2004.

- Amadei. Pane e Pallone. La biografia del Fornaretto di Frascati, Riccardo Viola Editore, Roma 2004.
- A. S. Audace di Roma - 100 anni di campioni, 2 volumi, Roma, 2004.
- Il Libro del Centenario della S. S. Cristoforo Colombo di Roma, Roma 2006.
- Ottant'anni in giallorosso. Romanzo fotografico, 2 voll., Corriere dello Sport-Stadio, Roma 2007.

- Società Romana di Nuoto 1889. Storie di amicizia e di sport in riva al Tevere, Revi, Roma 2009.
- L'Olimpiade dal volto umano. Tutti i giochi di Roma 1960, Eraclea, Roma 2010.

- Fulvio Bernardini, il Dottore del calcio italiano, Kollesis Editrice, Roma 2013.

- Aneddoti dei Mondiali di calcio, Mauro Pagliai Editore, Firenze 2016.
- 100 anni della Federazione Pugilistica Italiana, FPI, Roma 2016.

- Società Podistica Lazio 1900-1926. Ideali sportivi olimpici, unitari, romani e biancocelesti, SS Lazio, Roma 2019.